# 金炳昶
金炳昶（韓語：김병창，1931年—2013年1月5日），北京人，师从杨海荃，是国家一级演员、中国曲艺家协会会员，知名相声表演艺术家。

## 生平
1931年，金炳昶出生在北平，父亲是商人，儿时曾在西单启明茶社或天桥听相声，曾考入华北人民革命大学，1950年，因为朝鲜战争爆发，他加入中国人民解放军，后在营口说唱团、沈阳曲艺团学习，1957年，金炳昶同马子恒、王海江、杨金声、周印金、杨振华一起拜师杨海荃，1966年，文化大革命爆发，他下放到沈阳试验服装厂，文革结束之后，回到沈阳市曲艺团。2013年1月5日，他因为心脏衰竭在沈阳军区总医院病逝。
金炳昶的搭档是杨振华、于琪、常佩业、贾承博、王平、孙伟等，巩汉林的妻子金珠是金炳昶的徒弟。

## 家庭
金炳昶的妻子叫富兰英，也是梅海荃的徒弟，两人1957年结婚，1966年，富兰英因长期劳累患上精神分裂症，2002年，富兰英因结肠癌逝世。

## 作品
- 《十姐妹》
- 《勤俭持家》
- 《好梦不长》
- 《下棋》
- 《千方百计》
- 《假大空》

## 奖项
| 年份 | 作品                           | 奖项                           | 是否得奖 | 备注        |
| ---- | ------------------------------ | ------------------------------ | -------- | ----------- |
| 2000 | 杨振华、金炳昶《你以为你是谁》 | 第一届中国曲艺牡丹奖           | 獲獎     |             |
| 1984 | 常佩业、金炳昶《临死之前》     | 全国相声比赛的创作和表演一等奖 | 獲獎     | [ 1 ] [ 2 ] |